# Jan Fojcik
Jan Fojcik (* 9. srpna 1978) je český luterský pastor.
Teologii studoval v Heiligenkreuzu a Banské Bystrici. Od roku 1999 působí ve farním sboru SCEAV v Návsí, od roku 2016 jako pastor tohoto sboru.
V letech 2016–2020 zastával úřad místopředsedy synodu Slezské církve evangelické augsburského vyznání; v letech 2020–2024 byl jeho předsedou. Od roku 2024 je členem Církevní rady SCEAV.
Působí zároveň v křesťanských neziskových organizacích PROMISE CZ, z. s., a Beskydská oáza, o. p. s.